# Wyoming Township (Iowa)
Pour les articles homonymes, voir Wyoming Township.
Wyoming Township est un township du comté de Jones en Iowa, aux États-Unis,.
Il est fondé en 1854.

## Source de la traduction
- (en) Cet article est partiellement ou en totalité issu de l’article de Wikipédia en anglais intitulé « Wyoming Township, Jones County, Iowa » (voir la liste des auteurs).